# Databricks
Databricks — американская компания, одна из крупнейших в ИТ-индустрии США. Специализируется на разработках в сфере облачных технологий, обработки и хранения данных, аналитики и искусственного интеллекта (ИИ). Штаб-квартира находится в Сан-Франциско. В числе деловых партнёров такие крупные компании как Amazon, Microsoft, Google. В числе основных конкурентов — OpenAI, разработчик ChatGPT, и Snowflake, создатель облака данных AI Data Cloud.
В 2024 году заняла вторую строчку в рейтинге облачных компаний Cloud 100 по версии американского журнала Forbes.

## История
У истоков компании, основанной в 2013 году, стояли Али Годси, Энди Конвински, Арсалан Таваколи-Шираджи, Ион Стойка, Матей Захария, Патрик Уэнделл и Рейнольд Син. Ранее они участвовали в проекте Apache Spark, который реализовывался на базе Калифорнийского университета в Беркли. Перед командой стояла задача создать распределенную среду с открытым исходным кодом для кластерных вычислений и обработки больших массивов информации. Databricks появилась для развития и масштабирования Apache Spark. В сентябре того же года команда получила 13,9 млн долларов инвестиций от венчурной компании Andreessen Horowitz.
В ноябре 2017 года компания была анонсирована как первый сервис на Microsoft Azure посредством интеграции Azure Databricks.
В июне 2020 года Databricks купила Redash, инструмент с открытым исходным кодом для визуализации данных и создания интерактивных панелей мониторинга.
В феврале 2021 года совместно с Google Cloud компания Databricks обеспечила интеграцию с Google Kubernetes Engine и платформой BigQuery от Google. В том же году купила немецкую компанию 8080 Labs, чей продукт bamboolib позволял исследовать данные без какого-либо кодирования. Тогда же компания привлекла 1,9 млрд долларов финансирования: 1 млрд долларов инвестировал Франклин Темплтон, остальную часть суммы — Amazon Web Services, CapitalG (компания по инвестированию в рост в составе Alphabet Inc.) и Salesforce Ventures. В августе того же года Databricks провела очередной инвестиционный раунд, собрав в общей сложности 1,6 млрд долларов. Капитализация компании на тот момент достигла 38 млрд долларов.
В марте 2023 года компания представила DBRX — модель ИИ с открытым исходным кодом, чтобы сторонние разработчики и исследовали могли свободно пользоваться технологией. Как утверждают в Databricks, модель DBRX по итогам тестов превзошла аналогичные разработки с открытым кодом и почти не отстаёт по ряду показателей от GPT-4. В том же году Databricks приобрела ряд ИТ-компаний — Okera (безопасность данных), MosaicML (генеративный ИИ), Arcion (репликации данных), Tabular (ИИ-система управления данными). Общая стоимость приобретений превысила 2,5 млрд долларов.
22 января 2025 года Databricks сообщила, что Meta (запрещена в России) и JPMorgan Chase проинвестируют проекты компании.

## Деятельность
Отделения и офисы компании находятся в Бразилии, США, Канаде, Коста-Рике, Великобритании, Германии, Дании, Израиле, Испании, Нидерландах, Саудовской Аравии, Сербии, Хорватии, Швеции, Швейцарии, Франции, Австралии, Индии, Китае, Сингапуре, Южной Корее и Японии.
По итогам 2023 года компания показала выручку в размере 1,6 млрд долларов, что на 50 % превышает аналогичные показатели 2022 года.
По оценкам на конец 2024 года, Databricks привлекла 10 млрд долларов в виде инвестиций и кредитов, капитализация компании достигла 62 млрд долларов.
По данным на январь 2025 года, в компании работали 8 тыс. человек.

## Продукты
Пользователям платформы доступны:
- опция Delta Sharing для обмена данными в режиме реального времени между разными платформами, облаками и регионами;
- каталог Unity с функцией ИИ, позволяющий управлять структурированными и неструктурированными данными в любом облаке или на платформе;
- унифицированные инструменты Mosaic AI для создания, развертывания и мониторинга решений в области ИИ, языковых моделей и машинного обучения;
- открытая языковая модель общего назначения DBRX, на базе которой сторонние разработчики могут строить собственные модели;
- Databricks Marketplace — открытый маркетплейс технологической и научной информации;
- поддержка интегрированных сред разработки;
- функция Partner Connect для поиска и интеграции данных от компаний-партнёров;
- инструменты для преобразования разных типов данных, проверки их качества, обработки и визуализации;
- проекты Apache Spark, Delta Lake, MLflow, Redash, Delta Sharing.

## Руководство
Databricks возглавляет Али Годси, один из соучредителей, занявший в 2016 году пост генерального директора компании. Личное состояние топ-менеджера, по оценке Forbes на 12 февраля 2025 года, достигало 2,7 млрд долларов.